# ماسکادین (آلاباما)
ماسکادین (به انگلیسی: Muscadine) یک منطقهٔ مسکونی در ایالات متحده آمریکا است که در شهرستان کلیبرن، آلاباما واقع شده‌است. ماسکادین ۳۱۲٫۱۲ متر بالاتر از سطح دریا واقع شده‌است.